# Skeleton Skeletron
Skeleton Skeletron ist das sechste Studioalbum der Metal-Band Tiamat. Es erschien im August 1999 bei Century Media.

## Entstehung und Stil
Nach dem sehr experimentellen A Deeper Kind of Slumber kehrte die Band mit Skeleton Skeletron zu mehr am Dark Rock orientierten Klängen zurück. Die Keyboards traten etwas in den Hintergrund – stattdessen wurden die E-Gitarren stärker betont. Mit Sympathy for the Devil nahm die Band ein Cover der Rolling Stones auf. Zur Single Brighter than the Sun wurde auch ein Musikvideo gedreht. Church of Tiamat ist gleichzeitig der Name des Fanclubs der Band. Später wurde dieser Name für eine DVD verwendet.

## Rezeption
Das Album erreichte in Deutschland Platz 19 der Charts und ist somit die dort höchstplatzierte Veröffentlichung der Band. Wolfgang Schäfer schrieb im Magazin Rock Hard: „Was Paradise Lost erst gar nicht versucht haben, ist der Mannschaft um Mastermind Johan Edlund gelungen - die schwierige Aufgabe, the best of both worlds zu vereinen, ohne dabei ein Quentchen an Glaubwürdigkeit einzubüßen. Genau deshalb ist Skeleton Skeletron der bestmögliche Nachfolger und Kompromiß geworden, den sich alte und neue Fans erhoffen durften.“ Seine Bewertung lag bei 8,5 von zehn.

## Titelliste
1. Church of Tiamat – 4:52
2. Brighter than the Sun – 4:08
3. Dust Is Our Fare – 5:02
4. To Have and Have Not – 5:09
5. For Her Pleasure – 5:03
6. Diyala – 1:25
7. Sympathy for the Devil (The-Rolling-Stones-Cover) – 5:20
8. Best Friend Money Can Buy – 4:35
9. As Long as You Are Mine – 4:40
10. Lucy – 5:17